# Bearskin Airlines
Bearskin Lake Air Services Ltd., діюча як Bearskin Airlines — регіональна авіакомпанія Канади зі штаб-квартирою в місті Медісін-Хат (провінція Онтаріо), що працює на ринку пасажирських і вантажних авіаперевезень північній частині Онтаріо і в провінції Манітоба. Головним транзитним вузлом (хабом) авіакомпанії є Міжнародний аеропорт Тандер-Бей, додатковими хабами — Аеропорт Су-Лукаут і Міжнародний аеропорт Вінніпег імені Джеймса Армстронга Річардсона.

## Історія
Авіакомпанія була заснована в 1963 році пілотом Отто Джоном Егландом і почала операційну діяльність у липні того ж року з польотів у Біг-Трот-Лейк, провінція Онтаріо. На першому етапі компанія здійснювала тільки чартерні перевезення, виконуючи польоти в далекі населені пункти корінних народів півночі на літаках, обладнаних лижами (в зимовий час) і поплавцями (для посадок на водну поверхню).
У 1977 році Bearskin Airlines відкрила перший регулярний рейс з Біг-Трот-Лейк у місто Су-Лукаут. Протягом наступних років компанія поступово розширювала свою маршрутну мережу, додаючи регулярні рейси в Тандер-Бей, Кенору та Вінніпег. В цей же час уряд провінції Онтаріо початок роботи з будівництва нових аеродромів постійного доступу в північних громадах корінних народів. Оскільки інфраструктура нових аеродромів місцевого значення будувалася з ґрунтовими злітно-посадковими смугами, наприкінці 1970-х — початку 1980-х років Bearskin Airlines змогла повністю відмовитися від літаків з замінними шасі і перейти на літаки з звичайними колісними шасі.
Після банкрутства авіакомпанії NorOntario в 1996 році Bearskin Airlines отримала більше двох третин її маршрутної мережі, розширивши тим самим власну географію польотів регулярними рейсами по всім великим містам північній частині провінції Онтаріо, а три роки потому компанія вийшла і північні райони сусідньої провінції Манітоба. У 2003 році авіакомпанія продала права на виконання рейсів в північні громади корінних народів іншому перевізнику Wasaya Airways, зосередившись тим самим на виконання регулярних пасажирських перевезень і підкреслюючи свій новий статус регіональної авіакомпанії.
В даний час штат Bearskin Airlines становлять 240 працівників.

## Маршрутна мережа авіакомпанії
Станом на січень 2008 року авіакомпанія Bearskin Airlines виконувала регулярні перевезення за такими напрямами Канади:
| Маршрутна мережа авіакомпанії Bearskin Airlines | Маршрутна мережа авіакомпанії Bearskin Airlines                   | Маршрутна мережа авіакомпанії Bearskin Airlines | Маршрутна мережа авіакомпанії Bearskin Airlines | Маршрутна мережа авіакомпанії Bearskin Airlines |
| ----------------------------------------------- | ----------------------------------------------------------------- | ----------------------------------------------- | ----------------------------------------------- | ----------------------------------------------- |
| Місто                                           | Аеропорт                                                          | Примітки                                        |                                                 |                                                 |
| Онтаріо                                         |                                                                   |                                                 |                                                 |                                                 |
| Драйден                                         | Регіональний аеропорт Драйден                                     |                                                 |                                                 |                                                 |
| Форт-Франсес                                    | Муніципальний аеропорт Форт-Франсес                               |                                                 |                                                 |                                                 |
| Капасказінг                                     | Аеропорт Капасказінг                                              |                                                 |                                                 |                                                 |
| Кенора                                          | Аеропорт Кенора                                                   |                                                 |                                                 |                                                 |
| Муніципалітет Ватерлоо                          | Міжнародний аеропорт регіону Ватерлоо                             |                                                 |                                                 |                                                 |
| Норт-Бей                                        | Аеропорт Норт-Бей імені Джека Гарланда                            |                                                 |                                                 |                                                 |
| Оттава                                          | Міжнародний аеропорт Оттава імені Макдональда-Картьє              |                                                 |                                                 |                                                 |
| Ред-Лейк                                        | Аеропорт Ред-Лейк                                                 |                                                 |                                                 |                                                 |
| Су-Сент-Мари                                    | Аеропорт Су-Сент-Марі                                             |                                                 |                                                 |                                                 |
| Су-Лукаут                                       | Аеропорт Су-Лукаут                                                |                                                 |                                                 |                                                 |
| Великий Садбері                                 | Аеропорт Великий Садбері                                          |                                                 |                                                 |                                                 |
| Тандер-Бей                                      | Міжнародний аеропорт Тандер-Бей                                   |                                                 |                                                 |                                                 |
| Тіммінс                                         | Аеропорт Тіммінс                                                  |                                                 |                                                 |                                                 |
| Манітоба                                        |                                                                   |                                                 |                                                 |                                                 |
| Флін-Флон                                       | Аеропорт Флін-Флон                                                |                                                 |                                                 |                                                 |
| Лінн-Лейк                                       | Аеропорт Лінн-Лейк                                                |                                                 |                                                 |                                                 |
| Пас                                             | Аеропорт Пас                                                      |                                                 |                                                 |                                                 |
| Вінніпег                                        | Міжнародний аеропорт Вінніпег імені Джеймса Армстронга Річардсона |                                                 |                                                 |                                                 |

### Рейси

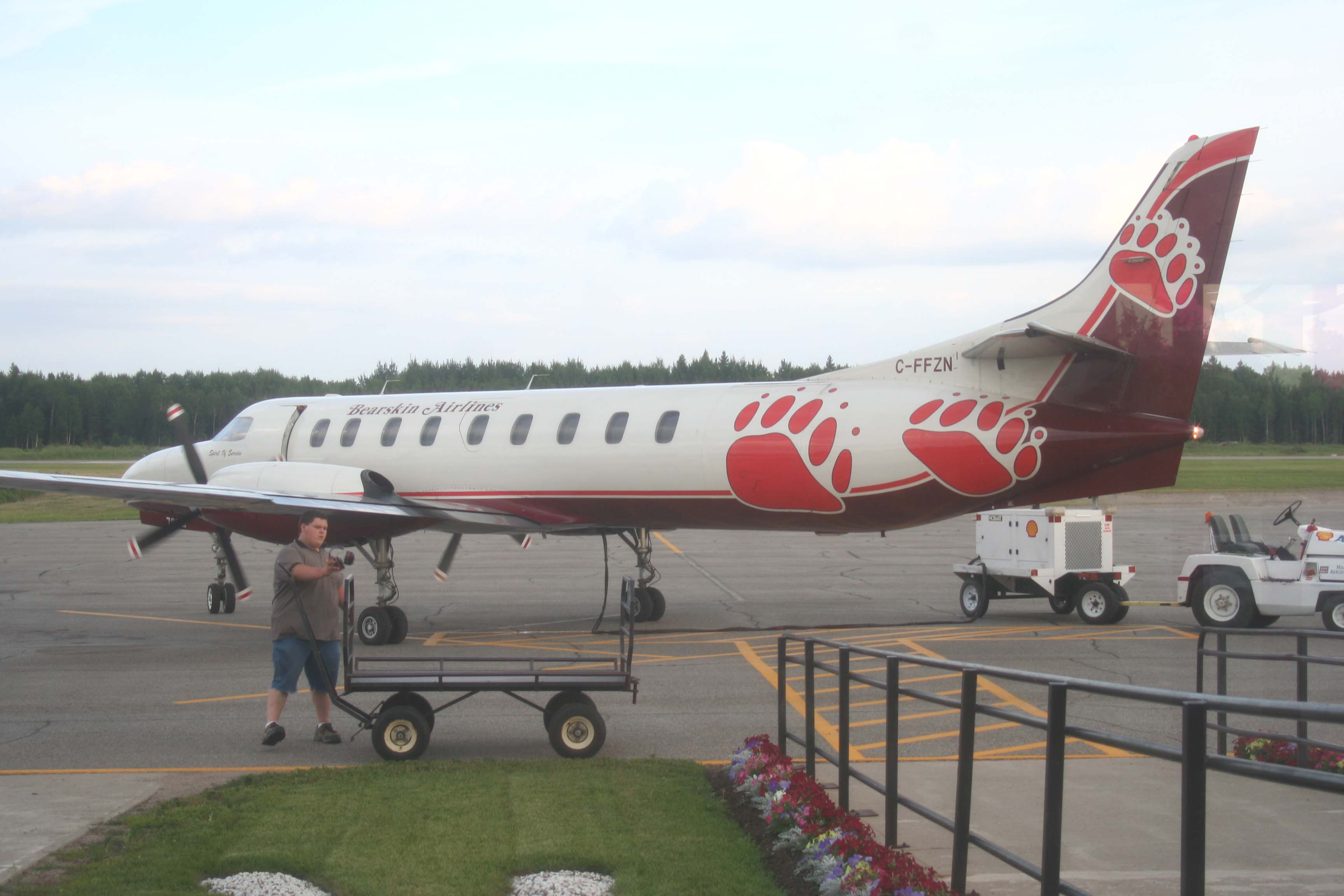
Fairchild Swearingen Metroliner авіакомпанії Airlines Bearskin

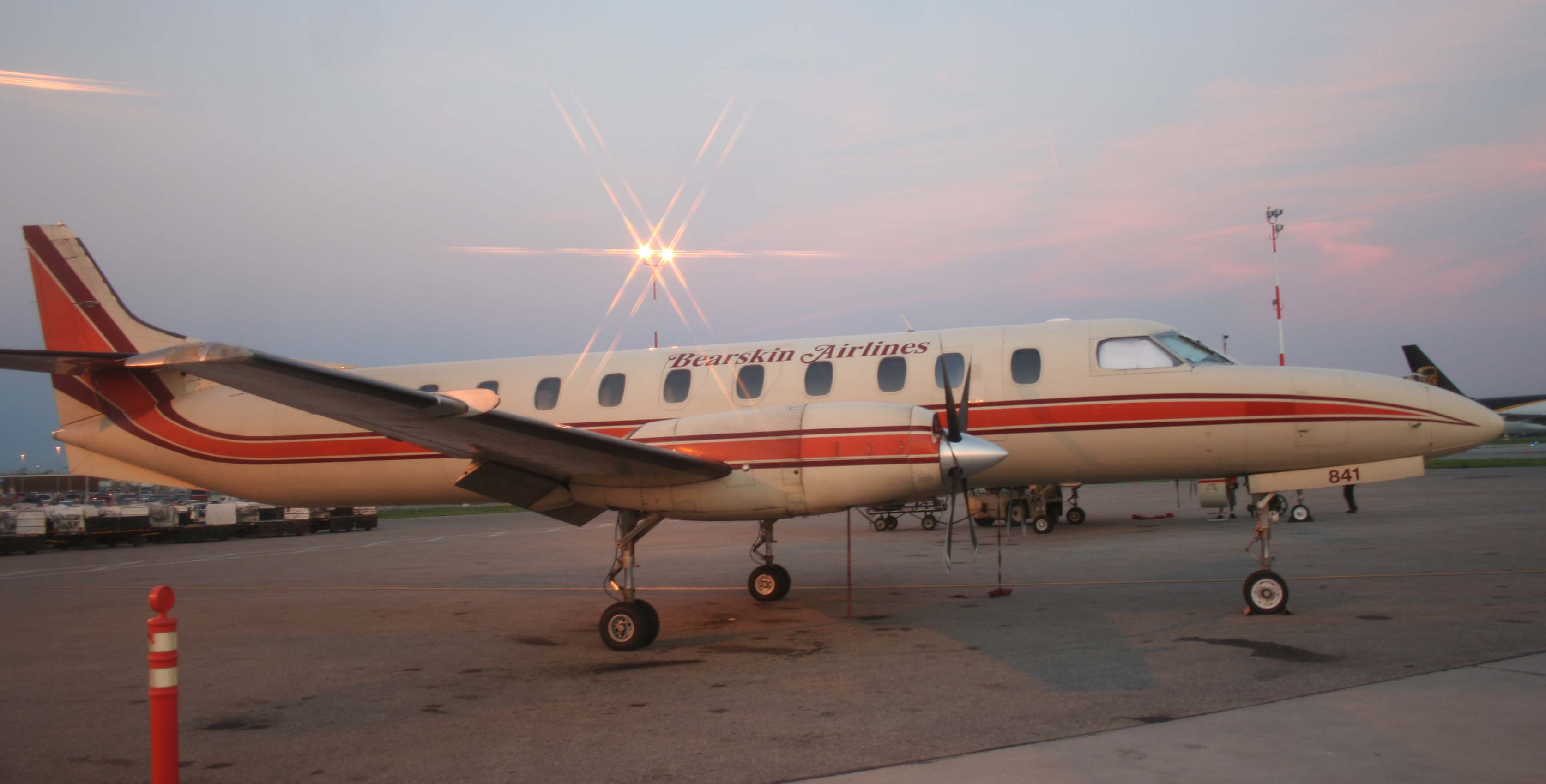
Fairchild Swearingen Metroliner авіакомпанії Airlines Bearskin

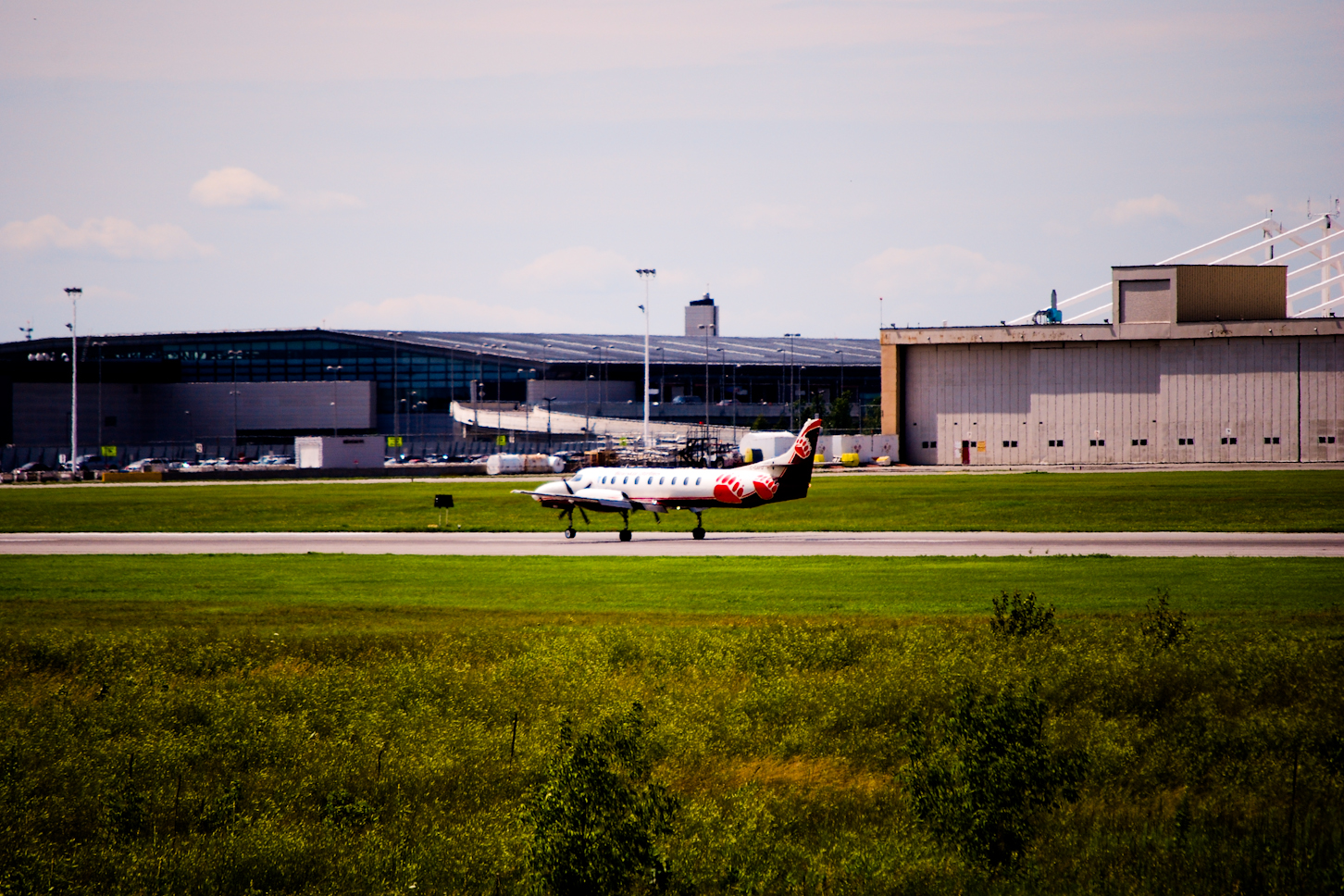
Fairchild Swearingen Metroliner (C-GAFO)

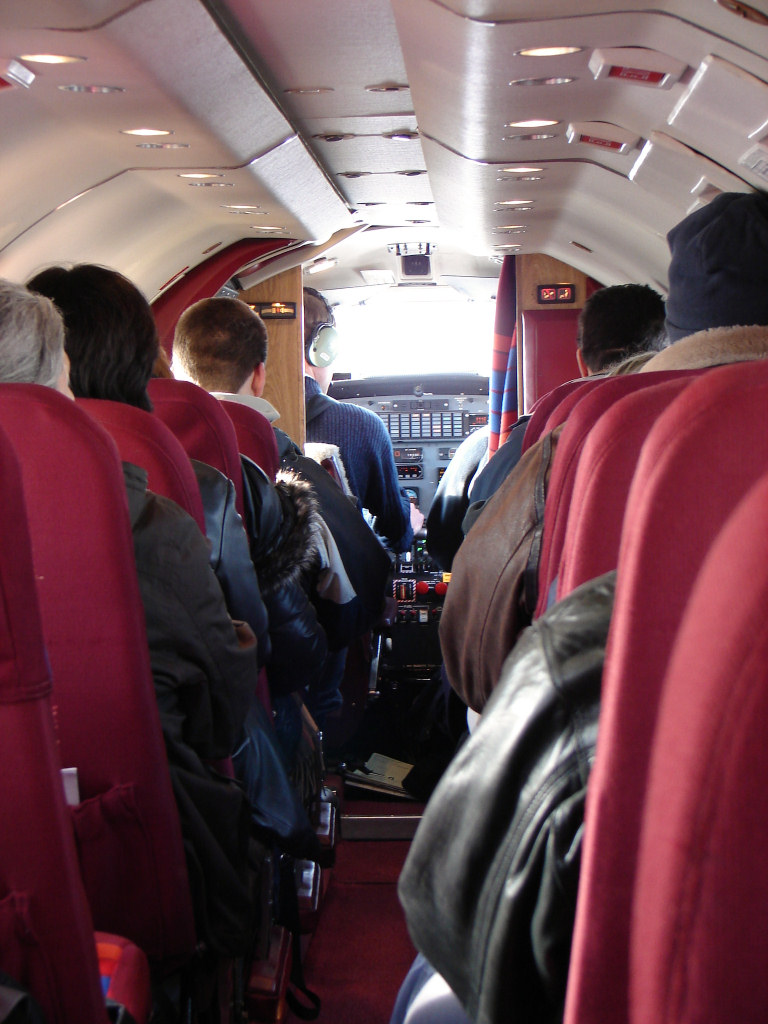
Салон Fairchild Swearingen Metroliner Bearskin Airlines

| Пункт вильоту:                                                              | Пункт прибуття:                                         |
| --------------------------------------------------------------------------- | ------------------------------------------------------- |
| Флін-Флон, Манітоба                                                         | Лінн-Лейк (Манітоба), Пас, Вінніпег                     |
| Лінн-Лейк, Манітоба                                                         | Флін-Флон, Манітоба                                     |
| Пас, Манітоба                                                               | Флін-Флон (Манітоба) і Вінніпег                         |
| Міжнародний аеропорт Вінніпег імені Джеймса Армстронга Річардсона, Манітоба | Флін-Флон, Пас, Кенора (Онтаріо), Ред-Лейк (Онтаріо)    |
| Ред-Лейк, Онтаріо                                                           | Вінніпег, Су-Лукаут, Драйден                            |
| Кенора, Онтаріо                                                             | Драйден, Вінніпег, Форт-Франсес                         |
| Драйден, Онтаріо                                                            | Кенора, Ред-Лейк, Су-Лукаут, Тандер-Бей                 |
| Су-Лукаут, Онтаріо                                                          | Тандер-Бей, Ред-Лейк, Драйден                           |
| Форт-Франсес, Онтаріо                                                       | Тандер-Бей, Кенора                                      |
| Тандер-Бей, Онтаріо                                                         | Форт-Франсес, Су-Лукаут, Су-Сент-Марі, Садбері, Драйден |
| Су-Сент-Марі, Онтаріо                                                       | Тандер-Бей, Садбері                                     |
| Капасказинг, Онтаріо                                                        | Тіммінс                                                 |
| Тіммінс, Онтаріо                                                            | Капасказинг, Садбері                                    |
| Садбері, Онтаріо                                                            | Тандер-Бей, Су-Сент-Марі, Оттава, Норт-Бей, Тіммінс     |
| Норт-Бей, Онтаріо                                                           | Оттава, Садбері                                         |
| Міжнародний аеропорт Оттава імені Макдональда-Картьє                        | Садбері, Китченер/Ватерлоо, Норт-Бей                    |
| Муніципалітет Ватерлоо, Онтаріо                                             | Оттава                                                  |

## Флот
Станом на липень 2009 року повітряний флот авіакомпанії Bearskin Airlines складався тільки з літаків Fairchild Swearingen Metroliner:
- 14 Fairchild Swearingen Metroliner

### Виведені з експлуатації
Колишні літаки, експлуатувалися авіакомпанією Bearskin Airlines:
- Beechcraft 18
- Beechcraft 99
- Beechcraft King Air 100
- Cessna 180
- Cessna 185
- De Havilland DHC-2 Beaver
- de Havilland DHC-3 Otter
- Noorduyn Norseman
- Pilatus PC-12
- Piper Aztec
- Piper Navajo і Navajo Chieftain

## Бонусна програма
Авіакомпанія Bearskin Airlines входить в бонусну програму Aeroplan заохочення часто літаючих пасажирів.

## Авіаподії і нещасні випадки
- 1 травня 1995 року. Літак Fairchild Swearingen Metroliner, що слідував рейсом 362, при заході на посадку в аеропорт Су-Лукаут зіткнувся з літаком Piper PA-31 Navajo авіакомпанії Air Sandy. Загинули всі пасажири і пілоти обох літаків[5].
- 4 грудня 1997 року. При здійсненні посадки в аеропорту Вебекуї літак Beechcraft Model 99 рейсу 310 впав на злітно-посадкову смугу через занадто високої вертикальної швидкості зниження. Про потерпілих не повідомлялося[6].
- 29 січня 2003 року. Літак Beechcraft Model 99 після зльоту почав набирати висоту, в процесі підйому виникли технічні труднощі в роботі авіагоризонту. Літак пішов на зниження зі швидкістю близько 600 метрів в хвилину, потім КВС вдалося взяти режим польоту під свій контроль, проте запобігти зіткнення пілот не встиг. Літак ударився об лід замерзлого озера, обидва гвинти були серйозно пошкоджені. Про постраждалих в результаті інциденту не повідомлялося[7].